# Linea 77
Linea 77 – włoski zespół rockowy. Zespół gra głównie muzykę nu metalową.

## Historia
Zespół został założony w 1993 roku w Venaria Reale w prowincji Turyn przez wokalistów Emo, Nitto, gitarzystę Chinaski, basistę Dade oraz perkusistę Tozzo.
Pierwszy album zespołu powstał w 2000 roku. W tym samym roku Linea 77 podpisała kontrakt z wytwórnią płytową Earache Records.
W 2005 zespół nagrał płytę Available For Propaganda. Z tej płyty pochodzi utwór "Inno All'Odio" który znalazł się na ścieżce dźwiękowej gry FIFA 06.
W 2008 roku zespół Linea 77 wydał swoją siódmą płytę pt. Horror Vacui. Część utworów z płyty zespół wykonał przy współpracy znanego włoskiego muzyka, Tiziano Ferro.

## Dyskografia
- Too much happiness ... makes kids paranoid (2000)
- Ketchup Suicide (2001)
- Numb (2003)
- Numbed DVD (2004)
- Available For Propaganda (2005)
- Venareal 1995 (2007)
- Horror Vacui (2008)
- 10 (2010)

## Członkowie zespołu
- Emo - wokal
- Nitto - wokal
- Chinaski - gitara
- Dade - gitara basowa
- Tozzo - perkusja